# Козина (Івано-Франківський район)
Ко́зина — село Івано-Франківському району Івано-Франківської області. Входить до складу Галицької міської громади.

## Населення
Згідно з переписом УРСР 1989 року чисельність наявного населення села становила 705 осіб, з яких 337 чоловіків та 368 жінок.
За переписом населення України 2001 року в селі мешкали 654 особи. 100 % населення вказало своєю рідною мовою українську мову.

## Сьогодення
21 листопада цього року в с. Козина освячено дзвіницю церкви Святого Архистратига Михаїла. Дзвіницю освятив декан Єзупільського деканату УГКЦ Богдан Курилів. Будівництво проведено за кошти громади, залучено благодійників та спонсорів. Поновлено огорожу, проведено благоустрій території церковного подвір'я.
22 листопада у с. Козина освячено каплицю Ісуса Христа. Процедуру окроплення святою водою здійснив місцевий священним Микола Пригродський.
20 серпня 2017 року архієпископ Івано-Франківський Володимир (Війтишин) здійснив чин благословення відновленого храму (зовнішні роботи). За сприяння адміністратора парафії о. Миколи Затварницького.
24 листопада 2019 року архієпископ Володимир повністю відновлений зсередини храм Архистратига Михаїла за старання пароха о. Івана Гнатюка та місцевої громади.

## Люди
В селі народився Гнатюк Остап Романович (1933—2004) — український художник.